# جرج اسپرلینگ
جرج اسپرلینگ (انگلیسی: George Sperling؛ زادهٔ ۱ ژانویهٔ ۱۹۳۴) یک پژوهشگر و متخصص روان‌شناسی اهل ایالات متحده آمریکا است.
او استاد برجستهٔ «علوم شناختی» و «نوروبیولوژی و رفتار» در دانشگاه کالیفرنیا، ارواین است. وی توانست شواهد علمیِ مدلل و کافی برای وجود حافظه شمایلی (یکی از زیرگروه‌های حافظه حسی) ارائه کند. وی همچنین در رأس پٓوهشگرانی بود که می‌خواستند به افراد ناشنوا در درک گفتار کمک کنند.
وی همچنین برندهٔ جوایزی همچون کمک‌هزینه گوگنهایم شده‌است.